# چتیرتسی
چتیرتسی (به بلغاری: Chetirtsi) یک منطقهٔ مسکونی در بلغارستان است که در شهرستان نوستینو واقع شده‌است.